# Gardanne
Gardanne je francouzské město v departementu Bouches-du-Rhône v regionu Provence-Alpes-Côte d'Azur. V roce 2010 zde žilo 20 474 obyvatel. Je centrem kantonu Gardanne.

## Vývoj počtu obyvatel
Počet obyvatel